# مردان نمکی
مردان نمکی نام شش مومیایی کشف‌شده در سال ۱۳۷۲ ه‍.ش در معدن نمک چهرآباد استان زنجان است. تعدادی از مردان نمکی به دلیل کار با بولدوزر، آسیب دیده‌اند. در سال ۲۰۰۸ میلادی کنده کاری معدن و جسد ششمین مرد نمکی به دلیل کمبود امکانات دست‌نخورده در معدن باقی ماند.
از میان مردان نمکی یافت‌شده، سه مرد مربوط به زمان هخامنشیان و دو مرد دیگر نیز مربوط به اواخر دوران ساسانی هستند.

## کشف

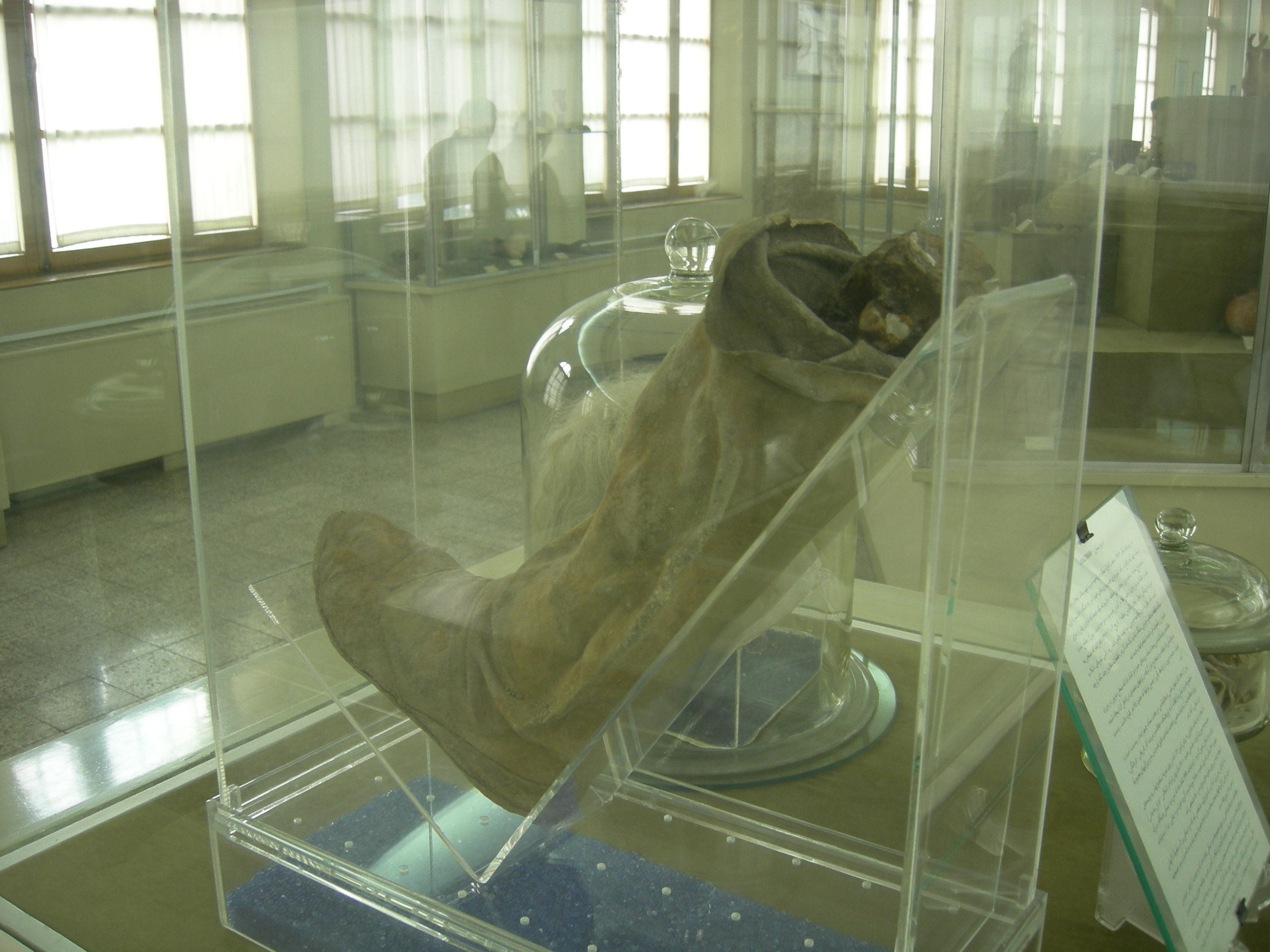
چکمهٔ پای چپ مرد نمکی شمارهٔ ۱ در موزهٔ ایران باستان

### کشف نخستین مرد نمکی
در زمستان سال ۱۳۷۲ ه‍. ش، معدن‌کاران به‌هنگام خاکبرداری و استخراج نمک از معدن زیر تپه‌های این منطقه، با نیم‌تنهٔ یک جسد روبه‌رو شدند. این جسد دارای ریش و موی بلند و حلقهٔ گوشواره‌ای از جنس طلا در گوش چپ بود. جسد مزبور در میانه‌های یکی از تونل‌های معدن، که حدود ۴۵ متر طول داشت، مشاهده شد. از تاریخ ۶ اسفند ۱۳۷۲، کاوش‌ها در این منطقه آغاز شد. در پی کاوش‌ها؛ یک ساق پا درون چکمهٔ چرمی، سه قبضه چاقو، شلوارک، شیء نقره‌ای، قلاب سنگ، قطعات طناب چرمی، سنگ ساب، یک عدد گردو، قطعات سفال و چند تکه پارچهٔ منقوش و قطعات خردشدهٔ استخوان نیز پیدا شد. باستان‌شناسان در مورد ظاهر این پیکر گفته‌اند احتمالاً مرد نمکی از طبقهٔ اشراف و شاهزاده‌ها بوده است، زیرا بر روی لباس او جواهرات و زیورآلاتی پیدا شده که مخصوص این طبقه بوده، و همچنین آن‌ها چنین فرضیه دارند که او یا در حال فرار به غار پناه برده یا در جنگی از میدان گریخته و به غار پناه آورده و آنجا فوت کرده و موریانه‌ها پیکرش را، که از نمک پوشیده بوده، خورده‌اند.

### کشف دومین مرد نمکی

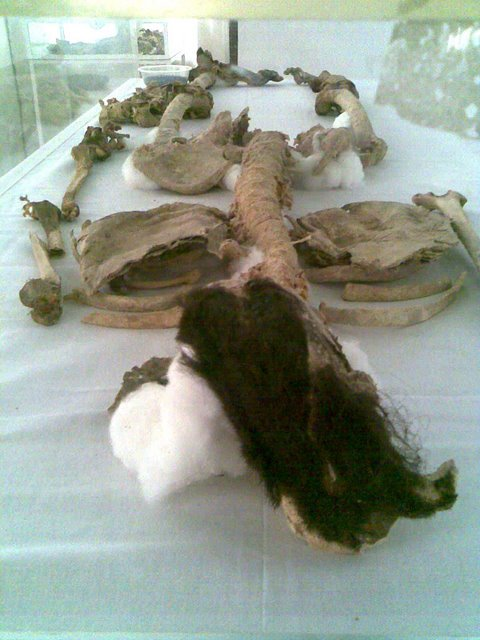
مرد نمکی شمارهٔ ۲، با بقایای موی او، متعلق به ۱٬۸۰۰ سال پیش در دورهٔ اشکانیان

با وجود کشف استثنایی مرد نمکی شمارهٔ یک در سال ۱۳۷۲ تلاش چندانی برای تعطیل کردن استخراج مکانیکی و لغو بهره‌برداری از معدن صورت نگرفت. پاییز ۱۳۸۳ معدنکاران در حین کار با بولدوزر دوباره با بقایای اسکلت انسانی برخورد کردند که به دلیل کار با بولدوزر تا حد زیادی متلاشی شده بود و با جستجوی معدن‌کاران در میان خاک‌های آشفته علاوه‌بر جمع‌آوری قسمت‌هایی از بقایای انسانی تکه‌تکه شده، شماری اشیاء به دست آمد که توسط بهره‌بردار به ادارهٔ میراث فرهنگی و گردشگری استان منتقل شد. بررسی‌های نخستین بر روی بقایای انسانی که پس از انتقال به میراث فرهنگی، مرد نمکی شمارهٔ ۲ نامگذاری شد، نشان داد که این بقایا متعلق به مردی میانسال با میانگین قد حدود ۱۸۰ سانتی‌متر بوده که در جریان ریزش دیواره‌ها و سقف تونل کشته شده است.
از جمله اشیایی که همراه این مرد نمکی یافت شد می‌توان به تکه سبد و میخ‌های چوبی، طناب‌های گیاهی و منسوجات اشاره کرد.
کشف اتفاقی مرد نمکی شمارهٔ ۲ و مجموعه‌ای از اشیاء موجب از سرگیری پژوهش‌های باستان‌شناسی در معدن نمک چهرآباد پس از گذشت ۱۱ سال شد؛ بنابراین کاوش در معدن با وجود شرایط آب و هوایی نامناسب و دشوار در دی‌ماه ۱۳۸۳ به منظور نجات بخشی آثار و بقایای باقی‌مانده آغاز شد.

### کشف سومین مرد نمکی
مرد نمکی شمارهٔ ۳ همچون مرد نمکی ۲ به صورت اتفاقی و طی کار باطله‌برداری بولدوزر توسط معدن‌کاران در سال ۱۳۸۳ کشف شد. به دلیل سقوط یک صخرهٔ بسیار بزرگ نمک بر روی مرد نمکی شمارهٔ ۳ و همچنین کشف آن توسط بولدوزر، این جسد نیز به صورت متلاشی شده و تکه‌تکه به دست آمد. آنچه که مرد نمکی شمارهٔ ۳ نامیده شد در واقع بقایای استخوان، لباس و قسمت‌هایی از بافت نرم فردی بود که همچون معدنچیان دیگر بر اثر ریزش تونل و سقوط یک سنگ چند تنی روی او کشته شده بود.
|  |  |  |

### کشف چهارمین مرد نمکی
مرد نمکی شمارهٔ ۴ سالم‌ترین و کامل‌ترین جسد نمکی به دست آمده از معدن چهرآباد است و به رغم آسیب‌دیدگی به هنگام مرگ تقریباً بیشتر قسمت‌های بدن این مومیایی سالم باقی‌مانده است. این جسد شامل مجموعه‌ای از استخوان‌ها و بافت نرمی است که بر اثر از دست دادن آب بدن کاملاً خشک شده است.
براساس پژوهش‌های انجام گرفته مشخص شد این مومیایی طبیعی، پسر جوانی بوده که به هنگام مرگ حدود ۱۶ سال داشته است. قد این مومیایی ۱۷۰ تا ۱۷۵ سانتی‌متر و بر گوش‌هایش حلقهٔ فلزی دیده می‌شود، موهای سر وی کوتاه، به رنگ خرمایی و همراه این مومیایی اشیای جالب توجهی نیز کشف شد. یکی از این اشیاء چاقوی فلزی با دستهٔ استخوانی است که در غلافی چرمی به کمربند پارچه‌ای این مومیایی بسته شده است و از اشیای دیگر می‌توان به دو کوزهٔ کوچک سفالی سالم اشاره کرد.

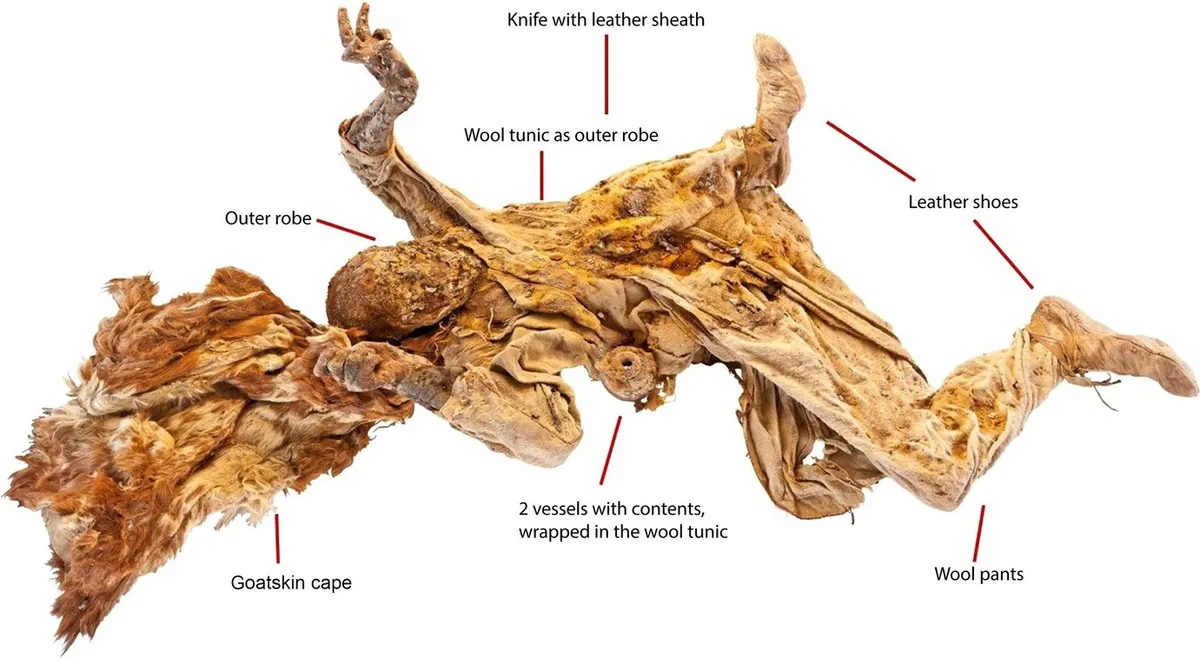
مرد نمکی شماره ۴، باقی‌مانده پسری ۱۵ تا ۱۶ ساله

از ویژگی‌های بسیار مهم این مومیایی طبیعی، لباس کامل است که بر تن او دیده می‌شود؛ این لباس از بالاپوشی بلند، یک شلوار و کفش چرمی تشکیل شده است.

### کشف پنجمین مرد نمکی
این مومیایی طبیعی نیز در کاوش فصل دوم در حالی یافت شد که به جز سر بقیهٔ قسمت‌های بدن زیر صخره و سنگ‌های آواری بزرگ قرار گرفته بود. شکل جسد نشان می‌داد که این شخص نیز همچون نمونه‌های پیشین بر اثر حادثه‌ای که منجر به تخریب و ریزش تونل گردیده، کشته و مدفون شده است.
برخلاف مومیایی نمکی شمارهٔ ۴ بیشتر بافت بدن مرد نمکی شمارهٔ ۵ پوسیده و از میان رفته بود و بافت نرم فقط در قسمت‌هایی کوچک از دو دست، پاها بخش‌هایی از صورت، سینه و لگن باقی‌مانده بود. موی سر جسد به شرایط محیطی که مرد نمکی در آن قرار گرفته بر می‌گردد، کم بودن میزان نمک در این محیط نفوذ آب از بالای کوه به این بخش از معدن از دلایل اصلی پوسیده شدن زیاد مرد نمکی شمارهٔ ۵ است.

### کشف ششمین مرد نمکی
ششمین مرد نمکی با آغاز فصل سوم کاوش در خرداد ۱۳۸۶ بر اثر بارندگی‌ها و شست‌وشوی نمک، پس از حدود ۴۰ سانتی‌متر حفاری در نزدیکی محل کشف مرد نمکی شمارهٔ ۲ پیدا شد، اما به علت نبود مجوز حفاری و مشکل در نگهداری، این جسد تاکنون درون نمک باقی‌مانده است. جمجمهٔ ششمین مرد نمکی مربوط به دورهٔ ساسانی است.
در فصل سوم کاوش‌های باستان‌شناسی معدن نمک چهرآباد زنجان، هیأتی از دانشگاه بوخوم و موزهٔ این شهر، دانشگاه سوئیس و ادارهٔ کل میراث فرهنگی استان زنجان همکاری می‌کنند. این کاوش‌ها براساس تفاهمنامه‌ای میان ادارهٔ کل میراث فرهنگی استان زنجان، دانشگاه بوخوم و موزهٔ معدن بوخوم آلمان صورت می‌گیرد.

## محل نگهداری
پیکر نخستین مومیایی در معدن نمک چهرآباد واقع در یک کیلومتری جنوب روستای حمزه‌لو در ناحیهٔ غرب شهرستان زنجان پیدا شده است. سر و پای چپ نخستین مرد نمکی در موزهٔ ایران باستان تهران قابل بازدید است. جسد سه تن دیگر از مردان نمکی در عمارت ذوالفقاری در شهر زنجان نگهداری می‌شود.

## پژوهش‌ها
با انجام آزمایش‌های سالیابی به روش کربن ۱۴، که بر راوی نمونهٔ استخوان‌ها و پارچه‌های مجموعه صورت گرفت، قدمتی حدود ۱٬۷۰۰ سال (اواخر اشکانی–اوایل ساسانی) برای مرد نمکی تعیین گردید. آزمایش‌های دی‌ان‌ای نشان داد که سن مرد نمکی هنگام مرگ حدود ۳۷ سال و قد وی حدود ۱۷۵ سانتی‌متر بوده است. با بررسی آزمایش‌های انجام‌شده بر روی سلول‌های موی سر، گروه خونی مرد نمکی +B تعیین شد.
با آزمایش سی‌تی‌اسکن و رادیولوژی که با همکاری دکتر جلال جلال شکوهی انجام گرفت، مشخص شد که مرد نمکی در اثر سقوط ناگهانی درون یکی از گودال‌های معدن نمک و وارد شدن ضربهٔ بسیار شدید به ناحیهٔ راست جمجمه و صورت از بین رفته است.
مطالعات باستان‌شناختی بر روی مجموعهٔ مرد نمکی نشان داد که به علت آرایش خاص موهای بلند سر و صورت، وجود گوشوارهٔ طلا در گوش چپ، چکمهٔ چرمی با ساخت و دوخت بسیار ظریف و هنرمندانه و همچنین نوع و بافت تکنیکی پارچهٔ لباس و به‌دست آمدن شیء نقره‌ای همراه با متوفی، فرد مزبور یک کارگر سادهٔ معدن نمک نبوده، بلکه فردی عالی‌رتبه و دارای جایگاه اجتماعی بالا بوده است، اما علت حضور، سقوط و مرگ وی در معدن نمک چهرآباد همچنان در پردهٔ راز و ابهام باقی مانده است.
در آذر ماه ۱۳۹۴ مردان نمکی شماره‌های یک و پنج با رویکرد کشف یافته‌های نو در یکی از مراکز علمی دانشگاه علوم پزشکی تهران سی‌تی‌اسکن شدند.

### انگل‌شناسی
در پژوهشی که در سال ۲۰۱۲ روی یکی از مردان نمکی که حدوداً مربوط به ۲٬۲۰۰ سال پیش بوده است، معلوم شد که در دستگاه گوارشی این فرد بقایای تخم کرم کدو دارد که از نظر تعیین نوع غذای آن دوران و نوع آلودگی انگلی موجود کشف قابل توجهی محسوب می‌شد. ابتلا به کرم کدو نشان می‌دهد که در آن زمان، استفاده از گوشت کم پخته‌شده رواج داشته است.

### پارچه‌ها

برخی از وسایل همراه

لباس‌هایی که بر تن مومیایی‌های معدن نمک دوزلاخ در چهرآباد محفوظ مانده، اطلاعات بسیار با ارزشی در مورد نحوهٔ پوشش، رنگ‌آمیزی و بافتن پارچه در زمان خود به ما می‌دهد؛ مثلاً مومیایی شمارهٔ ۴ لباس کامل بر تن دارد و پارچه‌های لباس هم در وضع بسیار مناسبی حفظ شده‌اند.

### روش‌های باستانی استخراج معدن
بررسی وسایل استخراج و حفر معدن و مطالعهٔ خود معدن به همراه اطلاعات به‌دست آمده از آزمایش کربن چهارده، نشان می‌دهد که در سدهٔ پنجم پیش از میلاد (زمان هخامنشی)، معدن فعال بوده و چندین‌بار ریزش معدن در آن اتفاق افتاده که باعث کشته شدن تعدادی از معدنچیان شده و تا زمان سدهٔ پنجم (زمان ساسانی) از معدن استفاده می‌شده است. با استفاده از کلنگ و ستون - اتاقک زدن، داخل معدن حفاری انجام می‌شده و روش استخراج در زمان‌های هخامنشی و ساسانی متفاوت بوده است.

## فیلم مستند مردان نمکی
مستند «مردان نمکی» به تهیه‌کنندگی و کارگردانی حسن دهقان و بازیگری مسعود محمدی و محمدولی فروتن به مدت ۶۰ دقیقه در صدا و سیمای مرکز زنجان تولید شد.

### موضوعات فیلم
در این مستند به جسدهای کشف‌شده معدن نمک باستانی و تاریخی و کهن روستای چهرآباد واقع در استان زنجان که به شکل طبیعی طی هزاران سال مومیایی طبیعی شده‌اند پرداخته می‌شود.
در مستند «مردان نمکی» نحوه کشف، ابزار، پارچه‌ها و لباس‌های همراه این اجساد که مربوط به دوران تاریخی ۱٬۷۰۰ تا ۲٬۸۰۰ سال پیش است مورد بررسی قرار می‌گیرد.
همچنین بخشی از زندگی این مردان به شکل بازسازی و بازآفرینی ارائه شده و مسائل مربوط به مباحث علمی و باستان‌شناسی نیز به‌طور محض بررسی شده است.

## نگارخانه

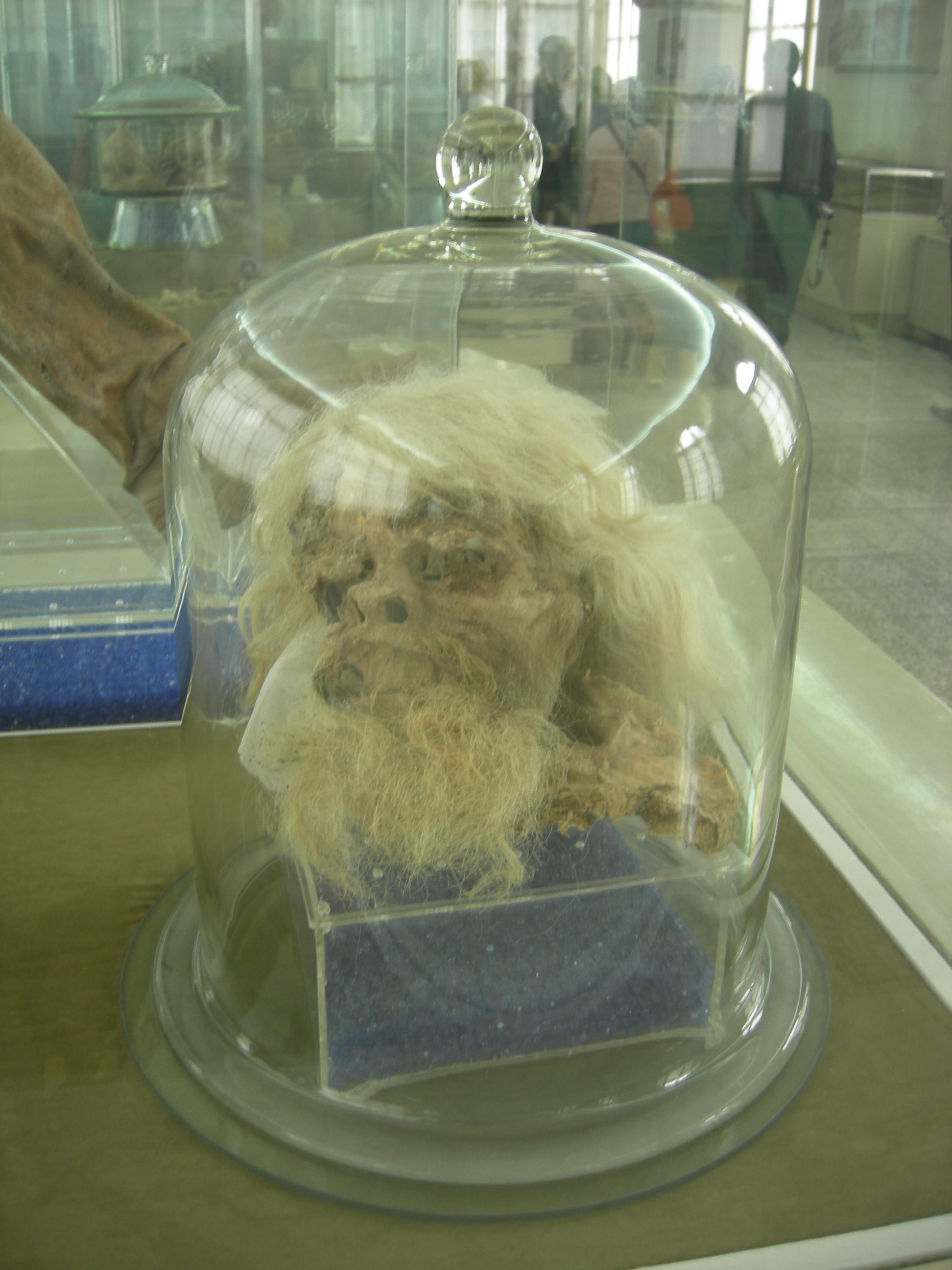
سر مرد نمکی شماره ۱
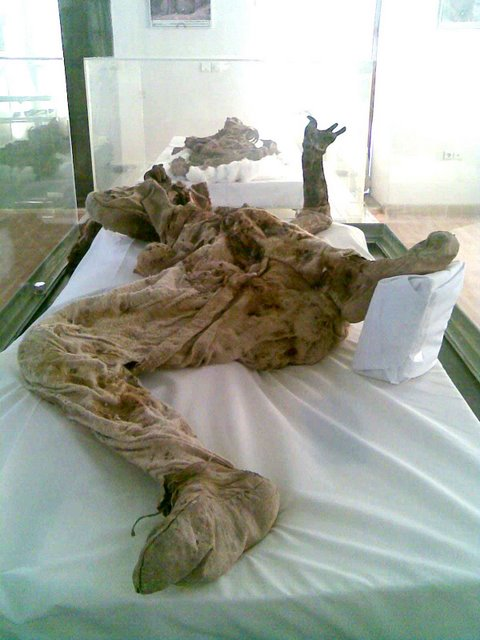
مرد نمکی شمارهٔ ۴، کامل‌ترین جسد از نوجوانی ۱۶ ساله که متعلق به ۲٬۳۵۰ سال پیش (دورهٔ هخامنشی) است.
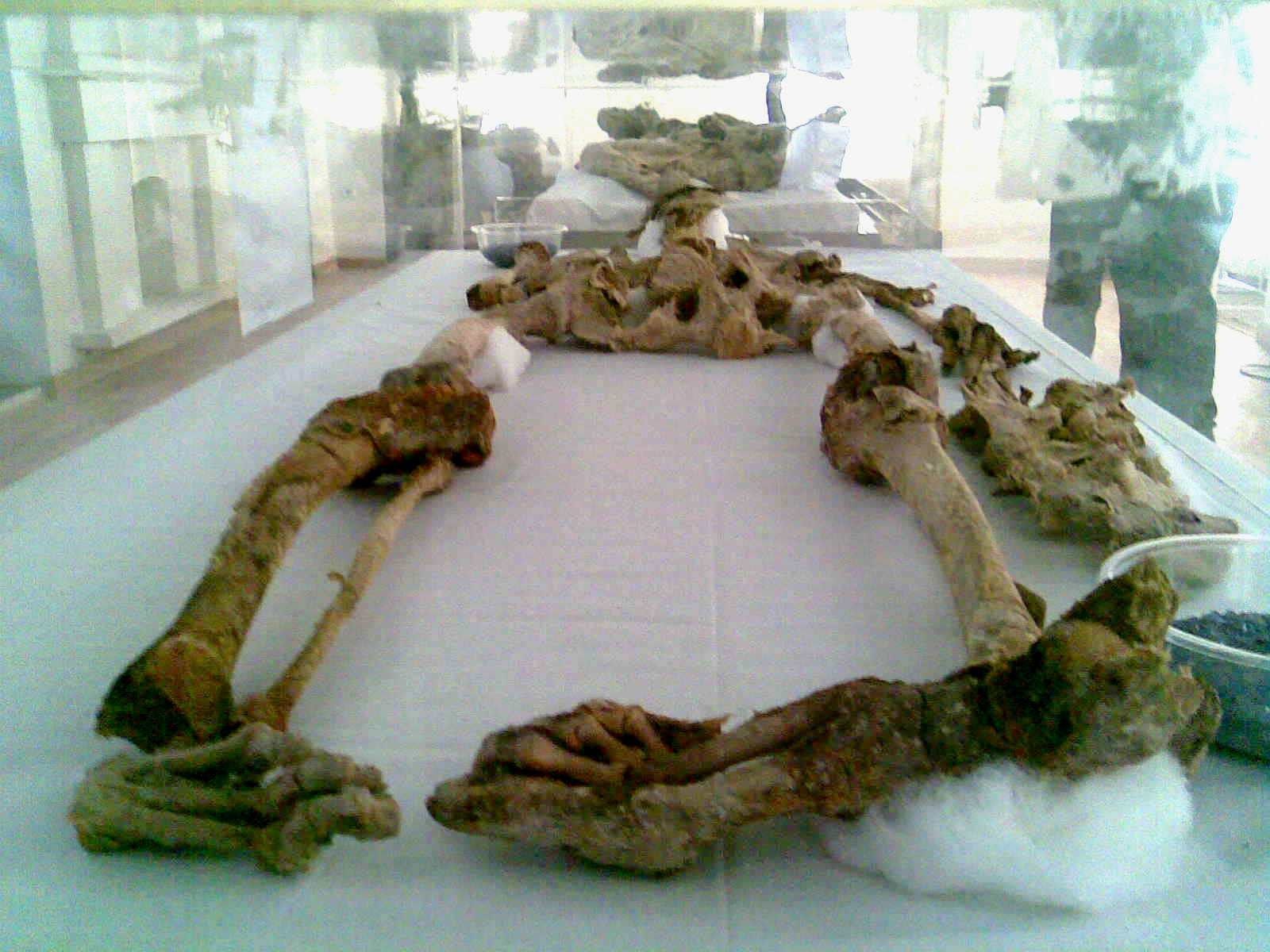
مرد نمکی شمارهٔ ۲
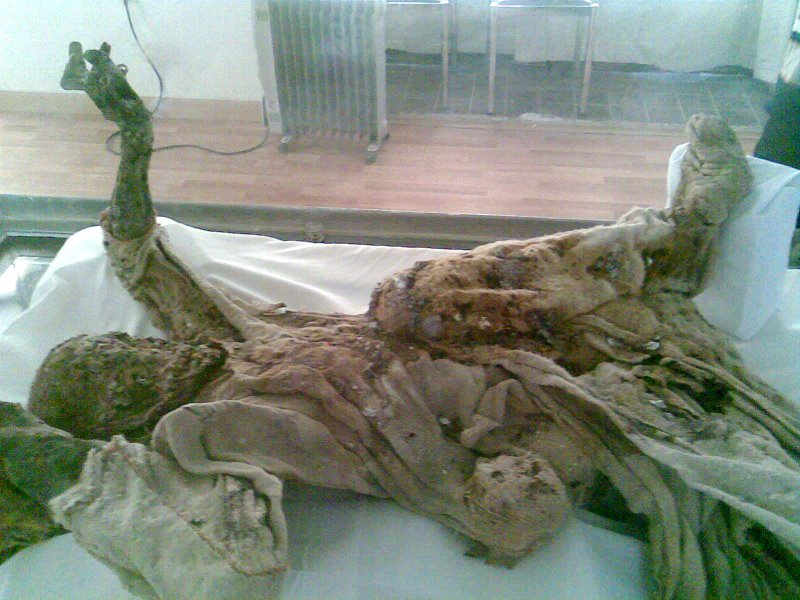
مرد نمکی شماره ۴